# Весенний вальс
«Весенний вальс», в оригинале: «Весенний парад» (англ. Spring Parade) — музыкальная комедия, поставленная режиссёром Генри Костером в 1940 году, главную роль в которой сыграла поющая актриса Дина Дурбин. Данная лента является ремейком венгерско-немецкого фильма 1934 года «Весенний парад» (автором сюжета обоих постановок является Эрнст Маришка, в последующем поставивший в Австрии знаменитую трилогию фильмов «Сисси» с Роми Шнайдер). Пятая совместная работа Дурбин и режиссёра Генри Костера (4 предыдущих: «Три милые девушки», 1936; «Сто мужчин и одна девушка»,1937; «Три милые девушки взрослеют», 1939 и «Первый бал», 1939). У фильма 4 номинации на премию «Оскар»: за лучшую операторскую работу (чёрно-белый фильм); звук; песню и саундтрек.

## Сюжет
В одной из горных австрийских деревушек Илонка Тельне покупает у предсказателя карточку удачи, в которой ей предначертана судьба: «Твоё будущее в Вене, твой муж будет художником, твоим другом станет великий и могущественный человек, но будь осторожна: настоящая любовь ударит тебя палкой». Илонка, очень практичная деревенская девушка, только посмеялась над идеей когда-нибудь поехать в Вену, но после головокружительного народного танца она засыпает на повозке, гружёной сеном, направляющейся в Вену. Когда она просыпается, то решает продолжить предопределённый самой судьбой путь, а доброжелательный извозчик, пекарь Ладислав Тешек, предлагает ей остановиться в Вене в своей пекарне.
Илонка делит спальню с Дженни, работающей в пекарне и флиртующей с солдатами венского гарнизона. Барабанщик Гарри Мартен увидев улыбку Дженни и, подумав, что это приглашение, приносит ей в пекарню букет цветов. Дженни польщена вниманием, но, когда её ухажёр, граф Цорндорф, приходит, чтобы с ней повидаться, она притворяется, что Гарри здесь из-за Илонки. Позже Гарри посылает сообщение для Дженни, назначая ей свидание в ресторане, но озорные племянники пекаря по ошибке отдали записку Илонке. Она наряжается в одно из самых изысканных платьев Дженни и ждёт Гарри, который разочаровывается, когда понимает, что эта девчонка Илонка предназначена ему вместо Дженни. Её деревенские манеры смущают Гарри, но, когда он вдохновляется на сочинение музыки, Илонка с энтузиазмом успокаивает посетителей ресторана. Она шикает на всех чтоб замолкли, ведь гению надо сосредоточиться, а затем заставляет оркестр сыграть его произведение. Илонка сама является прекрасной певицей и считает, что музыканты всё же люди творчества, а стало быть их можно признать художниками, таким образом исполнился ещё один пунктик в её предсказании. Она влюбилась в Гарри, чьё настоящее призвание — музыка, а не военная карьера.
Той ночью Илонка получает от пекаря Тешека разрешение на более длительное пребывание в его пекарне и вставляет записку и нотную композицию Гарри в приготовленное к выпеканию тесто, предназначенное для выпечки хлеба к столу Императора. В записке она информирует Императора о том, что армия преследует музыканта Гарри, которому запрещают писать музыку, пока он на военной службе. Чиновники императора арестовывают Тешека за попытку отравить Императора. Илонка рассказывает о своём поступке Дженни, которая через своего возлюбленного графа организует ей встречу с Императором для разъяснения ситуации. Пока Илонка за обедом в ресторане изучает надлежащий этикет, при помощи которого можно подойти к королевской особе, племянники Тешека рассказывают Гарри о том, что Илонка пошла на встречу с другим мужчиной. Разгневанный Гарри появляется в ресторане, высмеивает Илонку и её спутников, а сам при этом изображает любовь к другой девице. Илонка даёт ему пощёчину и во время беседы с Императором, который восхищён её милыми деревенскими манерами, говорит ему, что она была не права в отношении композитора.
Император освобождает Тешека, при этом назначает его придворным поставщиком выпечки, а затем приглашает Илонку на бал. Поначалу Илонка отказывается идти, намереваясь вернуться домой, но видя разочарование Тешека, который опечален упуская возможность быть её сопровождающим во дворец, она всё же соглашается посетить королевский бал. Когда она во дворце подходит поприветствовать Императора, тот просит её спеть для него. Когда Илонка занимает свое место возле оркестра, она обнаруживает, что Гарри — дирижёр и что Император таким образом подставил её, зная, что она влюблена. Пока Илонка поёт песню, сочинённую естественно ни кем ни будь, а Гарри, тот случайно ударяет её по голове своей дирижёрской палочкой.

## В ролях
- Дина Дурбин — Илонка Тельне
- Роберт Каммингс — капрал Гарри Мартен
- Миша Ауэр — Густав
- Генри Стивенсон — император Франц Иосиф
- С.З. Сакалл — Ладислав Тешек, пекарь
- Билли Ленхарт — Макс
- Кеннет Браун — Моритц
- Уолтер Кэтлетт — капитан
- Энн Гвин — Дженни
- Эллин Джослин — граф Зорндорф
- Пегги Моран — эрцгерцогиня Ирен
- Реджинальд Денни — майор
- Леон Беласко — руководитель скрипочного оркестра

## Премьеры
- США — национальная премьера фильма состоялась 27 сентября 1940 года[1].
- Мексика — премьера фильма в Мексике состоялась 29 ноября 1940 года[1].
- Венгрия — впервые показан в Европе 9 января 1941 года в Будапеште (Венгрия)[1].
- СССР — в советском прокате с 25 октября 1945 года[1]. Фильм занял 6 место в списке лидеров советского кинопроката 1945 года, его посмотрели 18,6 млн зрителей СССР[2].
- Франция — премьера фильма во Франции состоялась 7 мая 1947 года[1].
- Япония — премьера фильма в Японии состоялась 4 января 1949 года[1].

## Премии и номинации
13-я церемония вручения наград премии «Оскар» (1941)
Номинации:
- Лучший операторская работа (чёрно-белый фильм) — Джозеф А. Валентайн
- Лучший звук — Бернард Б. Браун
- Лучшая песня к фильму — Роберт Штольц (музыка), Гас Кан (слова)
- Лучший саундтрек — Чарльз Превин